# Lijst van voetbalinterlands Argentinië - Colombia
Deze lijst van voetbalinterlands is een overzicht van alle officiële voetbalwedstrijden tussen de nationale teams van Argentinië en Colombia. De Zuid-Amerikaanse landen speelden tot op heden 43 keer tegen elkaar. De eerste ontmoeting, een wedstrijd tijdens de Copa América 1945, werd gespeeld in Santiago (Chili) op 7 februari 1945. Het laatste duel, een kwalificatiewedstrijd voor het Wereldkampioenschap voetbal 2026, vond plaats op 10 juni 2025 in Buenos Aires.

## Wedstrijden
| №  | Plaats          | Datum             | Competitie           | Wedstrijd             | Uitslag |
| -- | --------------- | ----------------- | -------------------- | --------------------- | ------- |
| 1  | Santiago        | 7 februari 1945   | Copa América 1945    | Argentinië – Colombia | 9 – 1   |
| 2  | Guayaquil       | 18 december 1947  | Copa América 1947    | Argentinië – Colombia | 6 – 0   |
| 3  | Lima            | 13 maart 1957     | Copa América 1957    | Argentinië – Colombia | 8 – 2   |
| 4  | Cochabamba      | 10 maart 1963     | Copa América 1963    | Argentinië – Colombia | 4 – 2   |
| 5  | Salvador        | 22 juni 1972      | Vriendschappelijk    | Argentinië – Colombia | 4 – 1   |
| 6  | Bogota          | 24 augustus 1984  | Vriendschappelijk    | Colombia – Argentinië | 1 – 0   |
| 7  | Bogota          | 2 juni 1985       | WK 1986 kwalificatie | Colombia – Argentinië | 1 – 3   |
| 8  | Buenos Aires    | 16 juni 1985      | WK 1986 kwalificatie | Argentinië – Colombia | 1 – 0   |
| 9  | Buenos Aires    | 11 juli 1987      | Copa América 1987    | Argentinië – Colombia | 1 – 2   |
| 10 | Barranquilla    | 9 maart 1989      | Vriendschappelijk    | Colombia – Argentinië | 1 – 0   |
| 11 | Santiago        | 21 juli 1991      | Copa América 1991    | Argentinië – Colombia | 2 – 1   |
| 12 | Guayaquil       | 23 juni 1993      | Copa América 1993    | Argentinië – Colombia | 1 – 1   |
| 13 | Guayaquil       | 1 juli 1993       | Copa América 1993    | Colombia – Argentinië | 0 – 0   |
| 14 | Barranquilla    | 15 augustus 1993  | WK 1994 kwalificatie | Colombia – Argentinië | 2 – 1   |
| 15 | Buenos Aires    | 5 september 1993  | WK 1994 kwalificatie | Argentinië – Colombia | 0 – 5   |
| 16 | Buenos Aires    | 11 oktober 1995   | Vriendschappelijk    | Argentinië – Colombia | 0 – 0   |
| 17 | Barranquilla    | 12 februari 1997  | WK 1998 kwalificatie | Colombia – Argentinië | 0 – 1   |
| 18 | Buenos Aires    | 16 november 1997  | WK 1998 kwalificatie | Argentinië – Colombia | 1 – 1   |
| 19 | Luque           | 4 juli 1999       | Copa América 1999    | Argentinië – Colombia | 0 – 3   |
| 20 | La Plata        | 13 oktober 1999   | Vriendschappelijk    | Argentinië – Colombia | 2 – 1   |
| 21 | Bogota          | 29 juni 2000      | WK 2002 kwalificatie | Colombia – Argentinië | 1 – 3   |
| 22 | Buenos Aires    | 3 juni 2001       | WK 2002 kwalificatie | Argentinië – Colombia | 3 – 0   |
| 23 | Barranquilla    | 19 november 2003  | WK 2006 kwalificatie | Colombia – Argentinië | 1 – 1   |
| 24 | Miami           | 27 juni 2004      | Vriendschappelijk    | Argentinië – Colombia | 0 – 2   |
| 25 | Lima            | 20 juli 2004      | Copa América 2004    | Argentinië – Colombia | 3 – 0   |
| 26 | Buenos Aires    | 30 maart 2005     | WK 2006 kwalificatie | Argentinië – Colombia | 1 – 0   |
| 27 | Maracaibo       | 2 juli 2007       | Copa América 2007    | Argentinië – Colombia | 4 – 2   |
| 28 | Bogota          | 20 november 2007  | WK 2010 kwalificatie | Colombia – Argentinië | 2 – 1   |
| 29 | Buenos Aires    | 6 juni 2009       | WK 2010 kwalificatie | Argentinië – Colombia | 1 – 0   |
| 30 | Córdoba         | 6 juli 2011       | Copa América 2011    | Argentinië – Colombia | 0 – 0   |
| 31 | Barranquilla    | 15 november 2011  | WK 2014 kwalificatie | Colombia – Argentinië | 1 – 2   |
| 32 | Buenos Aires    | 7 juni 2013       | WK 2014 kwalificatie | Argentinië – Colombia | 0 – 0   |
| 33 | Viña del Mar    | 26 juni 2015      | Copa América 2015    | Argentinië – Colombia | 0 – 0   |
| 34 | Barranquilla    | 17 november 2015  | WK 2018 kwalificatie | Colombia − Argentinië | 0 − 1   |
| 35 | San Juan        | 15 november 2016  | WK 2018 kwalificatie | Argentinië − Colombia | 3 − 0   |
| 36 | East Rutherford | 11 september 2018 | Vriendschappelijk    | Colombia − Argentinië | 0 − 0   |
| 37 | Salvador        | 15 juni 2019      | Copa América 2019    | Argentinië – Colombia | 0 − 2   |
| 38 | Barranquilla    | 8 juni 2021       | WK 2022 kwalificatie | Colombia − Argentinië | 2 − 2   |
| 39 | Brasilia        | 6 juli 2021       | Copa América 2021    | Colombia − Argentinië | 1 − 1   |
| 40 | Córdoba         | 1 februari 2022   | WK 2022 kwalificatie | Argentinië – Colombia | 1 – 0   |
| 41 | Miami Gardens   | 14 juli 2024      | Copa América 2024    | Argentinië − Colombia | 1 – 0   |
| 42 | Barranquilla    | 10 september 2024 | WK 2026 kwalificatie | Colombia − Argentinië | 2 – 1   |
| 43 | Buenos Aires    | 10 juni 2025      | WK 2026 kwalificatie | Argentinië − Colombia | 1 − 1   |

## Samenvatting
| Competitie        | Totaal gespeeld | Winst Argentinië | Gelijk | Winst Colombia | Doelsaldo Argentinië – Colombia |
| ----------------- | --------------- | ---------------- | ------ | -------------- | ------------------------------- |
| WK-kwalificatie   | 20              | 11               | 5      | 4              | 28 − 19                         |
| Copa América      | 16              | 8                | 5      | 3              | 40 − 17                         |
| Vriendschappelijk | 7               | 2                | 2      | 3              | 6 − 6                           |
| Totaal            | 43              | 21               | 12     | 10             | 74 − 42                         |

Wedstrijden bepaald door strafschoppen worden, in lijn met de FIFA, als een gelijkspel gerekend.

## Details

### Eerste ontmoeting
| Copa América 1945 (Santiago, Chili, 7 februari 1945): |       |                    |
| Argentinië | 9 – 1 | Colombia           |
| René Pontoni 3' René Pontoni 7' Norberto Méndez 15' Rinaldo Martino 27' Norberto Méndez 39' Mario Boyé 41' Félix Loustau 50' Juan José Ferraro 80' Juan José Ferraro 81' | goals | 52' Arturo Mendoza |

### Tweede ontmoeting
| Copa América 1947 (Guayaquil, Ecuador, 18 december 1947):                                                                |       |          |
| Argentinië | 6 – 0 | Colombia |
| Mario Fernández 7' Alfredo Di Stéfano 30' Mario Boyé 38' Félix Loustau 55' Alfredo Di Stéfano 62' Alfredo Di Stéfano 75' | goals |          |

### Derde ontmoeting
| Copa América 1957 (Lima, Peru, 13 maart 1957): |       |                                              |
| Argentinië | 8 – 2 | Colombia                                     |
| Osvaldo Cruz 5' Antonio Angelillo 10' Humberto Maschio 16' Humberto Maschio 23' Humberto Maschio 53' Omar Oreste Corbatta 59' Antonio Angelillo 73' Humberto Maschio 85' | goals | 34' (e.d.) Delio Gamboa 37' Alberto Valencia |

### Vierde ontmoeting
| Copa América 1963 (Cochabamba, Bolivia, 10 maart 1963):                           |       |                                      |
| Argentinië                                                                        | 4 – 2 | Colombia                             |
| Roberto Zárate 3' Jorge Hugo Fernández 11' Mario Rodríguez 84' Roberto Zárate 89' | goals | 4' Carlos Campillo 24' Germán Aceros |

### Vijfde ontmoeting
| Taça Independência (Salvador, Brazilië, 22 juni 1972):                    |       |                 |
| Argentinië                                                                | 4 – 1 | Colombia        |
| Carlos Bianchi 17' Carlos Bianchi 49' Ángel Bargas 60' Carlos Bianchi 62' | goals | 68' Jaime Morón |

### Zesde ontmoeting
| Vriendschappelijk (Bogota, Colombia, 24 augustus 1984): |              | |
| Colombia | 1 – 0        | Argentinië |
| Miguel Prince 56' (pen.) | goals        | |
| Efraín Sánchez | bondscoach   | Carlos Bilardo |
| Carlos Valencia Álvaro Escobar Gildardo Gómez Victor Luna Miguel Prince Manuel Córdoba 82' Willington Ortiz Juan Guillermo Ricarte 88' Pedro Sarmiento José Herrera Alex Valderrama 63' | opstellingen | Néry Pumpido Enzo Trossero Oscar Garré Oscar Ruggeri 62' Eduardo Saporiti Ricardo Giusti 64' Oscar Dertycia Ricardo Gareca Enrique Bochini Jorge Burruchaga 69' José Daniel Ponce |
| Henry Viáfara 63' Alfredo Ferrer 82' Federico Valencia 88' | wissels      | 62' Julián Camino 64' Jorge Rinaldi 69' Miguel Ángel Russo |
| Álvaro Escobar 59' | rode kaarten | 59' Ricardo Giusti 59' Enzo Trossero 85' Ricardo Gareca |

### Zevende ontmoeting
| WK 1986 kwalificatie (Bogota, Colombia, 2 juni 1985): |              | |
| Colombia | 1 – 3        | Argentinië |
| Miguel Prince 61' | goals        | 43' Pedro Pasculli 68' Pedro Pasculli 85' Jorge Burruchaga |
| Gabriel Ochoa | bondscoach   | Carlos Bilardo |
| Pedro Antonio Zape 3' Norberto Gil Nolberto Molina Miguel Prince Alonso López Willington Ortiz Pedro Sarmiento Germán Morales Américo Quiñónez 46' Manuel Córdoba Arnoldo Iguarán | opstellingen | Ubaldo Fillol Néstor Clausen Enzo Trossero Daniel Passarella Oscar Garré Ricardo Giusti 57' Marcelo Trobbiani Miguel Ángel Russo Jorge Burruchaga 86' Pedro Pasculli Diego Maradona |
| Luis Gómez 3' Hernán Darío Herrera 46' | wissels      | 57' Juan Barbas 86' Oscar Dertycia |
| Nolberto Molina 54' | gele kaarten | 20' Daniel Passarella |
| - Laatste interland van doelman Pedro Antonio Zape en Pedro Sarmiento voor Colombia.                                                                                              |              | |

### Achtste ontmoeting
| WK 1986 kwalificatie (Buenos Aires, Argentinië, 16 juni 1985): |              | |
| Argentinië | 1 – 0        | Colombia |
| Jorge Valdano 25' | goals        | |
| Carlos Bilardo | bondscoach   | Gabriel Ochoa |
| Ubaldo Fillol Néstor Clausen Enzo Trossero Daniel Passarella Oscar Garré Ricardo Giusti Miguel Ángel Russo 46' Diego Maradona Jorge Burruchaga Pedro Pasculli Jorge Valdano | opstellingen | Luis Gómez Víctor Luna Gonzálo Soto Miguel Prince Jorge Porras 46' Pedro Sarmiento Germán Morales Willington Ortiz Manuel Córdoba Arnoldo Iguarán 57' Víctor Lugo |
| Juan Barbas 46' | wissels      | 46' Américo Quiñónez 57' Carlos Ricaurte |
| Ricardo Giusti 28' Jorge Burruchaga 56' | gele kaarten | 6' Germán Morales 44' Manuel Córdoba |

### Negende ontmoeting
| Copa América 1987 (Buenos Aires, Argentinië, 11 juli 1987): |              | |
| Argentinië | 1 – 2        | Colombia |
| Claudio Caniggia 86' | goals        | 8' Gabriel Gómez 27' Juan Jairo Galeano |
| Carlos Bilardo | bondscoach   | Francisco Maturana |
| Luis Islas José Luis Cuciuffo Oscar Ruggeri José Luis Brown Julio Olarticoechea Ricardo Giusti Sergio Batista Diego Maradona Carlos Tapia 46' Claudio Caniggia José Percudani 46' | opstellingen | René Higuita Luis Fernando Herrera Luis Carlos Perea Nolberto Molina Carlos Hoyos Leonel Álvarez Carlos Valderrama Mario Coll 85' Bernardo Redín 46' Gabriel Gómez Juan Jairo Galeano |
| Roque Alfaro 46' Juan Funes 46' | wissels      | 46' Antony de Ávila 85' Alex Escobar |
| Oscar Ruggeri 55' José Luis Brown 56' | gele kaarten | 6' Gabriel Gómez 62' Juan Jairo Galeano 74' Mario Coll |

### Tiende ontmoeting
| Vriendschappelijk (Barranquilla, Colombia, 9 maart 1989): |              | |
| Colombia | 1 – 0        | Argentinië |
| Carlos Valderrama 60' | goals        | |
| Francisco Maturana | bondscoach   | Carlos Bilardo |
| René Higuita Wilson Pérez Luis Carlos Perea Andrés Escobar Carlos Hoyos Leonel Álvarez Bernardo Redín Alexis García Carlos Valderrama Arnoldo Iguarán 77' Rubén Darío Hernández | opstellingen | Julio César Falcioni Néstor Craviotto Pedro Monzón Hernán Díaz Néstor Lorenzo Diego Simeone 75' Ernesto Corti José Basualdo Héctor Enrique Abel Balbo 65' Mauro Airez |
| Antony de Ávila 77' | wissels      | 65' Carlos Alfaro Moreno 75' Claudio Cabrera |
| Luis Carlos Perea ??' | gele kaarten | ??' José Basualdo ??' Néstor Lorenzo |
| - Debuut van Abel Balbo voor Argentinië. |              | |

### Elfde ontmoeting
| Copa América 1991 (Santiago, Chili, 21 juli 1991): |              | |
| Argentinië | 2 – 1        | Colombia |
| Diego Simeone 11' Gabriel Batistuta 19' | goals        | 70' Antony de Ávila |
| Alfio Basile | bondscoach   | Luis Augusto García |
| Sergio Goycochea Fabián Basualdo Sergio Vázquez Oscar Ruggeri Ricardo Altamirano Diego Simeone Darío Franco Leonardo Astrada Leonardo Rodríguez 77' Claudio Caniggia Gabriel Batistuta | opstellingen | René Higuita Wilmer Cabrera Luis Carlos Perea Andrés Escobar Diego Osorio Leonel Álvarez Eduardo Pimentel 46' Freddy Rincón Carlos Valderrama Antony de Ávila 46' Albeiro Usuriaga |
| Blas Giunta 77' | wissels      | 46' Iván Valenciano 46' Bernardo Redín |

### Twaalfde ontmoeting
| Copa América 1993 (Guayaquil, Ecuador, 23 juni 1993): |              | |
| Argentinië | 1 – 1        | Colombia |
| Diego Simeone 2' | goals        | 5' Freddy Rincón |
| Alfio Basile | bondscoach   | Francisco Maturana |
| Sergio Goycochea Fabián Basualdo Oscar Ruggeri Jorge Borrelli Ricardo Altamirano Gustavo Zapata Diego Simeone Fernando Redondo Leonardo Rodríguez 67' Gabriel Batistuta 77' Ramón Medina Bello | opstellingen | Óscar Córdoba Luis Fernando Herrera Alexis Mendoza Luis Carlos Perea Wilson Pérez Gabriel Jaime Gómez Leonel Álvarez Freddy Rincón 60' Carlos Valderrama 60' Víctor Aristizábal Adolfo Valencia |
| Néstor Gorosito 67' Alberto Acosta 77' | wissels      | 60' Harold Lozano 60' Alexis García |
| Fernando Redondo 49' | rode kaarten | 49' Freddy Rincón |

### Dertiende ontmoeting
| Copa América 1993 (Guayaquil, Ecuador, 1 juli 1993): |                     | |
| Argentinië | 0 – 0               | Colombia |
| | goals               | |
| Néstor Gorosito Gabriel Batistuta Diego Simeone Leonardo Rodríguez Alberto Acosta Jorge Borrelli                                                                                        | strafschoppen 6 – 5 | Freddy Rincón Faustino Asprilla Alexis Mendoza Wilson Pérez Carlos Valderrama Víctor Aristizábal                                                                                          |
| Alfio Basile | bondscoach          | Francisco Maturana |
| Sergio Goycochea Fabián Basualdo Oscar Ruggeri 46' Jorge Borrelli Ricardo Altamirano Gustavo Zapata 69' Diego Simeone Fernando Redondo Néstor Gorosito Gabriel Batistuta Alberto Acosta | opstellingen        | Oscar Córdoba Luis Fernando Herrera Alexis Mendoza Luis Carlos Perea Wilson Pérez Gabriel Jaime Gómez Leonel Álvarez Freddy Rincón Carlos Valderrama Víctor Aristizábal Faustino Asprilla |
| Fernando Cáceres 46' Leonardo Rodríguez 69' | wissels             | |
| | rode kaarten        | 65' Luis Carlos Perea |

### Veertiende ontmoeting
| WK 1994 kwalificatie (Barranquilla, Colombia, 15 augustus 1993): |              | |
| Colombia | 2 – 1        | Argentinië |
| Iván Valenciano 2' Adolfo Valencia 52' | goals        | 87' Ramón Medina Bello |
| Francisco Maturana | bondscoach   | Alfio Basile |
| Oscar Córdoba Luis Carlos Perea Luis Fernando Herrera Wilson Pérez Alexis Mendoza Harold Lozano Carlos Valderrama Freddy Rincón Hernán Gaviria Iván Valenciano 76' Adolfo Valencia | opstellingen | Sergio Goycochea Jorge Borelli Fabián Basualdo Ricardo Altamirano Fernando Cáceres Gustavo Zapata 46' José Basualdo Diego Simeone Fernando Redondo 82' Alberto Acosta Ramón Medina Bello |
| Faustino Asprilla 76' | wissels      | 46' Julio Zamora 82' Leonardo Rodríguez |
| Wilson Pérez 6' Harold Lozano 25' | gele kaarten | 17' Ramón Medina Bello 57' Jorge Borelli 59' Fabián Basualdo |
| | rode kaarten | 77' Diego Simeone |

### Vijftiende ontmoeting
| WK 1994 kwalificatie (Buenos Aires, Argentinië, 5 september 1993): |              | |
| Argentinië | 0 – 5        | Colombia |
| | goals        | 41' Freddy Rincón 50' Faustino Asprilla 74' Freddy Rincón 75' Faustino Asprilla 85' Adolfo Valencia                                                                              |
| Alfio Basile | bondscoach   | Francisco Maturana |
| Sergio Goycochea Julio César Sandaña Ricardo Altamirano Oscar Ruggeri Jorge Borelli Leonardo Rodríguez 53' Diego Simeone Fernando Redondo 70' Gustavo Zapata Gabriel Batistuta Ramón Medina Bello | opstellingen | Oscar Córdoba Luis Fernando Herrera Wilson Pérez Alexis Mendoza Luis Carlos Perea Carlos Valderrama Freddy Rincón Adolfo Valencia Leonel Álvarez Gabriel Gómez Faustino Asprilla |
| Claudio García 53' Alberto Acosta 70' | wissels      | |
| Diego Simeone 30' Oscar Ruggeri 44' | gele kaarten | 14' Adolfo Valencia 30' Carlos Valderrama 52' Luis Fernando Herrera |

### Zestiende ontmoeting
| Vriendschappelijk (Buenos Aires, Argentinië, 11 oktober 1995): |              | |
| Argentinië | 0 – 0        | Colombia |
| | goals        | |
| Daniel Passarella | bondscoach   | Hernán Darío Gómez |
| Germán Burgos José Chamot Néstor Fabbri Roberto Trotta Javier Zanetti Leonardo Astrada José Basulado Juan Borrelli 82' Ariel Ortega Marcelo Delgado Sebastián Rambert 80' | opstellingen | 46' Miguel Ángel Calero Jorge Bermúdez Wilmer Cabrera Alexis Mendoza 83' Wilson Pérez Carlos Gutiérrez Luis Quiñónes Mauricio Serna Carlos Valderrama Adolfo Valencia 46' Iván Valenciano |
| Hugo Castillo 80' Christian Bassedas 82' | wissels      | 46' Faryd Mondragón 46' Osvaldo Mackenzie 83' Jersson González |

### Zeventiende ontmoeting
| WK 1998 kwalificatie (Barranquilla, Colombia, 12 februari 1997): |              | |
| Colombia | 0 – 1        | Argentinië |
| | goals        | 10' Claudio López |
| Hernán Darío Gómez | bondscoach   | Daniel Passarella |
| Faryd Mondragón Alexis Mendoza Hugo Galeano 57' Jorge Bermúdez Mauricio Serna Wilmer Cabrera Leonel Álvarez 46' Freddy Rincón Carlos Valderrama Iván Valenciano Faustino Asprilla | opstellingen | Ignacio González Hernán Díaz Roberto Sensini Eduardo Berizzo Pablo Paz Diego Simeone Gustavo Zapata Juan Sebastián Verón Ariel Ortega 87' Claudio López 44' Hernán Crespo |
| Víctor Pacheco 46' Antony de Ávila 57' | wissels      | 44' Nelson Vivas 87' Juan Pablo Sorín |
| Hugo Galeano 34' Wilmer Cabrera 43' Freddy Rincón 50' Jorge Bermúdez 70' Mauricio Serna 85'                                                                                       | gele kaarten | 31' Ignacio González 52' Juan Sebastián Verón 55' Hernán Díaz |
| | rode kaarten | 42' Eduardo Berizzo |

### Achttiende ontmoeting
| WK 1998 kwalificatie (Buenos Aires, Argentinië, 16 november 1997): |              | |
| Argentinië | 1 – 1        | Colombia |
| Fernando Cáceres 79' | goals        | 20' Carlos Valderrama |
| Daniel Passarella | bondscoach   | Hernán Darío Gómez |
| Carlos Roa Fernando Cáceres Roberto Ayala Roberto Sensini Diego Simeone Leonardo Astrada 82' Juan Sebastián Verón Marcelo Gallardo 80' Ariel Ortega Claudio López 56' Gabriel Batistuta | opstellingen | Oscar Córdoba Jorge Bermúdez Iván Córdoba Wilmer Cabrera Hernán Gaviria Mauricio Serna Wilson Pérez Freddy Rincón Carlos Valderrama 66' Víctor Aristizábal 78' Antony de Ávila |
| Hernán Crespo 56' Juan Riquelme 80' Gustavo Zapata 82' | wissels      | 66' Víctor Pacheco 78' Hamilton Ricard |
| Ariel Ortega ??' | gele kaarten | ??' Wilmer Cabrera ??' Víctor Aristizábal ??' Freddy Rincón ??' Wilson Pérez                                                                                                   |

### Negentiende ontmoeting
| Copa América 1999 (Luque, Paraguay, 4 juli 1999): |              | |
| Argentinië | 0 – 3        | Colombia |
| | goals        | 10' (pen.) Iván Córdoba 79' Edwin Congo 87' Johnnier Montaño |
| Marcelo Bielsa | bondscoach   | Javier Álvarez |
| Germán Burgos Nelson Vivas 61' Roberto Ayala Walter Samuel Juan Pablo Sorín 46' Javier Zanetti Diego Simeone Juan Román Riquelme Guillermo Barros Schelotto 68' Martín Palermo Kily González | opstellingen | Miguel Ángel Calero Alexander Viveros Jorge Bermúdez Iván Córdoba Rubiel Quintana Jorge Bolaño Freddy Grisales Harold Lozano 55' Arley Betancourth 77' Hamilton Ricard 66' Víctor Bonilla |
| Diego Cagna 46' Hugo Ibarra 61' Andrés Guglielminpietro 68' | wissels      | 55' Johnnier Montaño 66' Henry Zambrano 77' Edwin Congo |
| Nelson Vivas 39' | gele kaarten | 38' Hamilton Ricard 74' Rubiel Quintana 84' Miguel Ángel Calero |
| Javier Zanetti 69' | rode kaarten | |
| - Miguel Ángel Calero stopt drie strafschoppen (5de, 76ste en 90ste minuut) van Martín Palermo, Germán Burgos stopt strafschop van Hamilton Ricard in 47ste minuut.                          |              | |

### Twintigste ontmoeting
| Vriendschappelijk (La Plata, Argentinië, 13 oktober 1999): |              | |
| Argentinië | 2 – 1        | Colombia |
| Gabriel Batistuta 7' Ariel Ortega 71' | goals        | 47' (pen.) Iván Córdoba |
| Marcelo Bielsa | bondscoach   | Javier Álvarez |
| Roberto Bonano Roberto Sensini Roberto Ayala Walter Samuel Claudio Husaín Diego Simeone Javier Zanetti Juan Sebastián Verón Ariel Ortega Gabriel Batistuta Andrés Guglielminpietro 66' | opstellingen | Oscar Córdoba Jorge Bermúdez Iván Córdoba Roberto Cortés Jersson González Freddy Rincón 76' Mauricio Serna Freddy Grisales 60' Arley Betancourth 67' Henry Zambrano Juan Pablo Ángel |
| Guillermo Barros Schelotto 66' 90+1' Nelson Vivas 90+1' | wissels      | 60' Neider Morantes 67' Julián Téllez 76' Pedro Portocarrero |
| Walter Samuel ??' Roberto Ayala ??' | gele kaarten | ??' Freddy Grisales ??' Freddy Rincón ??' Arley Betancourth ??' Mauricio Serna ??' Roberto Cortés                                                                                    |
| | rode kaarten | ??', 87' Iván Córdoba |

### 21ste ontmoeting
| WK 2002 kwalificatie (Bogotá, Colombia, 29 juni 2000): |              | |
| Colombia | 1 – 3        | Argentinië |
| Frankie Oviedo 26' | goals        | 23' Gabriel Batistuta 44' Gabriel Batistuta 74' Hernán Crespo |
| Luis Augusto García | bondscoach   | Marcelo Bielsa |
| Oscar Córdoba Iván Córdoba Jorge Bermúdez Mario Yepes Jorge Bolaño Arley Dinas 50' Alexander Viveros Freddy Rincón Frankie Oviedo Jairo Castillo 57' Juan Pablo Ángel | opstellingen | Roberto Bonano Roberto Ayala Roberto Sensini Walter Samuel Javier Zanetti Diego Simeone Kily González 67' Juan Sebastián Verón 88' Ariel Ortega 67' Gabriel Batistuta Claudio López |
| Freddy Grisales 50' 85' Iván Valenciano 57' Leonardo Moreno 85' | wissels      | 67' Gustavo López 67' Hernán Crespo 88' Juan Pablo Sorín |
| Frankie Oviedo 13' Jorge Bermúdez 42' | gele kaarten | 10' Roberto Sensini 80' Claudio López |

### 22ste ontmoeting
| WK 2002 kwalificatie (Buenos Aires, Argentinië, 3 juni 2001): |              | |
| Argentinië | 3 – 0        | Colombia |
| Kily González 21' Claudio López 35' Hernán Crespo 38' | goals        | |
| Marcelo Bielsa | bondscoach   | Francisco Maturana |
| Pablo Cavallero Roberto Ayala Juan Pablo Sorín Nelson Vivas Mauricio Pochettino Claudio López 79' Javier Zanetti Juan Sebastián Verón 81' Diego Simeone Kily González Hernán Crespo 65' | opstellingen | Oscar Córdoba Mario Yepes 46' Alexander Viveros Mauricio Serna Arley Dinas Jairo Castillo Freddy Rincón Gerardo Bedoya Gonzalo Martínez 75' Juan Pablo Ángel 46' Faustino Asprilla |
| Marcelo Delgado 65' Pablo Aimar 79' Marcelo Gallardo 81' | wissels      | 46' Jersson González 46' David Ferreira 75' Elkin Murillo |
| Claudio López 44' Mauricio Pochettino 84' | gele kaarten | 40' Mauricio Serna 61' Arley Dinas |

### 23ste ontmoeting
| WK 2006 kwalificatie (Barranquilla, Colombia, 19 november 2003): |              | |
| Colombia | 1 – 1        | Argentinië |
| Juan Pablo Ángel 47' | goals        | 27' Hernán Crespo |
| Francisco Maturana | bondscoach   | Marcelo Bielsa |
| Oscar Córdoba Gonzalo Martínez Iván Córdoba Mario Yepes Alexander Viveros Jairo Patiño 46' Harold Lozano 20' John Viáfara Freddy Grisales Juan Pablo Ángel David Montoya 71' | opstellingen | Pablo Cavallero Facundo Quiroga Roberto Ayala Walter Samuel Diego Placente Javier Zanetti Matías Almeyda 71' Pablo Aimar Kily González 46' César Delgado 71' Hernán Crespo |
| Jorge Bolaño 20' Eulalio Arriaga 46' Elson Becerra 71' | wissels      | 46' Juan Sebastián Verón 71' Andrés D'Alessandro 71' Javier Saviola |
| Iván Córdoba 8' John Viáfara 31' Jorge Bolaño 75' | gele kaarten | 19' Diego Placente 51' Facundo Quiroga 56' Walter Samuel |

### 24ste ontmoeting
| Vriendschappelijk (Miami, Verenigde Staten, 27 juni 2004): |       |            |
| Colombia                                                   | 2 – 1 | Argentinië |
| Tressor Moreno 22' Sergio Herrera 77'                      | goals |            |

### 25ste ontmoeting
| Copa América 2004 (Lima, Peru, 20 juli 2004):            |       |          |
| Argentinië                                               | 3 – 0 | Colombia |
| Carlos Tévez 33' Lucho González 50' Juan Pablo Sorín 80' | goals |          |

### 26ste ontmoeting
| WK 2006 kwalificatie (Buenos Aires, Argentinië, 30 maart 2005): |       |          |
| Argentinië                                                      | 1 – 0 | Colombia |
| Hernán Crespo 65'                                               | goals |          |

### 27ste ontmoeting
| Copa América 2007 (Maracaibo, Venezuela, 2 juli 2007):                                      |       |                                       |
| Argentinië                                                                                  | 4 – 2 | Colombia                              |
| Hernán Crespo 20' (pen.) Juan Román Riquelme 34' Juan Román Riquelme 45' Diego Milito 90+1' | goals | 10' Edixon Perea 76' Jaime Castrillón |

### 28ste ontmoeting
| WK 2010 kwalificatie (Bogotá, Colombia, 20 november 2007): |       |                  |
| Colombia                                                   | 2 – 1 | Argentinië       |
| Rubén Bustos 62' Dayro Moreno 83'                          | goals | 36' Lionel Messi |

### 29ste ontmoeting
| WK 2010 kwalificatie (Buenos Aires, Argentinië, 6 juni 2009): |       |          |
| Argentinië                                                    | 1 – 0 | Colombia |
| Daniel Díaz 56'                                               | goals |          |

### 30ste ontmoeting
| Copa América 2011 (Córdoba, Argentinië, 6 juli 2011): |              | |
| Argentinië | 0 – 0        | Colombia |
| | goals        | |
| Sergio Batista | bondscoach   | Hernán Darío Gómez |
| Sergio Romero Pablo Zabaleta Nicolás Burdisso Gabriel Milito Javier Zanetti Esteban Cambiasso 60' Javier Mascherano Éver Banega 72' Lionel Messi Carlos Tévez Ezequiel Lavezzi 61' | opstellingen | Neco Martínez Mario Yepes Luis Perea Juan Zúñiga Carlos Sánchez Pablo Armero Abel Aguilar Fredy Guarín 87' Radamel Falcao 90' Dayro Moreno 88' Adrián Ramos |
| Kun Agüero 61' Fernando Gago 60' Gonzalo Higuaín 72' | wissels      | 88' Elkin Soto 87' Teófilo Gutiérrez 90' Aquivaldo Mosquera                                                                                                 |
| Fernando Gago 90' | gele kaarten | 6' Abel Aguilar 90' Dayro Moreno |

### 31ste ontmoeting
| WK 2014 kwalificatie (Barranquilla, Colombia, 15 november 2011):                  |       |                                 |
| Colombia                                                                          | 1 – 2 | Argentinië                      |
| Dorlan Pabón 44'                                                                  | goals | 60' Lionel Messi 84' Kun Agüero |
| - Derde en laatste duel van Colombia onder leiding van bondscoach Leonel Álvarez. |       |                                 |

### 32ste ontmoeting
| WK 2014 kwalificatie (Buenos Aires, Argentinië, 7 juni 2013): |              | |
| Argentinië | 0 – 0        | Colombia |
| | goals        | |
| Alejandro Sabella | bondscoach   | José Pékerman |
| Sergio Romero Marcos Rojo Ezequiel Garay Federico Fernández Javier Mascherano Ángel Di María Lucas Biglia Pablo Zabaleta Walter Montillo 57' Gonzalo Higuaín Kun Agüero 81' | opstellingen | David Ospina Cristián Zapata Juan Zúñiga Mario Yepes Carlos Sánchez Aldo Ramírez Pablo Armero 59' Abel Aguilar 46' Jackson Martínez 34' James Rodríguez Radamel Falcao |
| Lionel Messi 57' Ezequiel Lavezzi 81' | wissels      | 34' Juan Cuadrado 46' Luis Amaranto Perea 59' Alexander Mejia |
| Lucas Biglia 41' Pablo Zabaleta 75' | gele kaarten | 15' Abel Aguilar 36' Juan Cuadrado 44' Mario Yepes 81' Aldo Ramírez 89' Juan Zúñiga                                                                                    |
| Gonzalo Higuaín 26' | rode kaarten | 26' Cristián Zapata |